# Sa'id I của Ai Cập

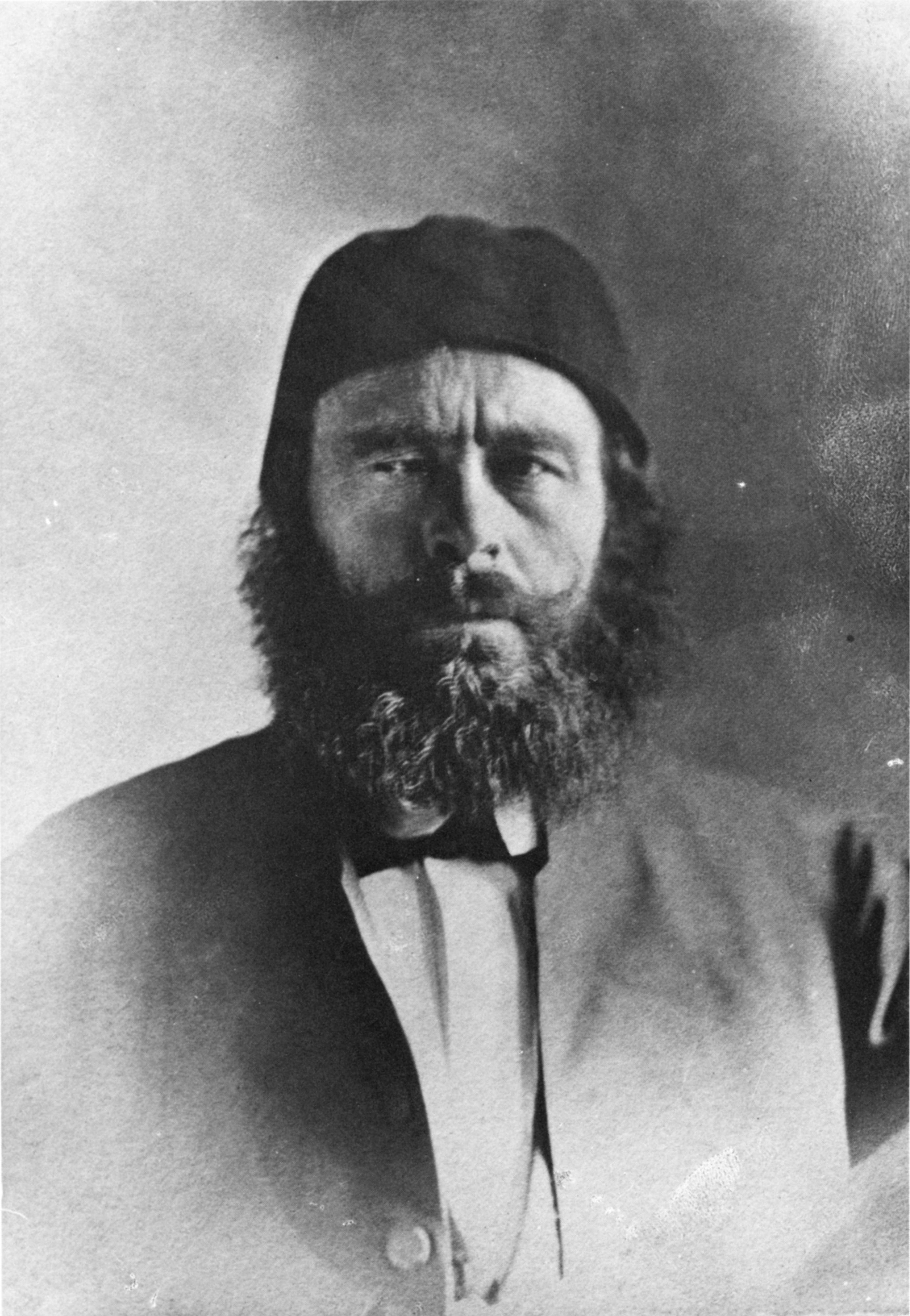
Mehmed Said Pasha, Tổng trấn (Wali) của Ai Cập và Sudan năm 1855.

Sa'id I của Ai Cập hay Sa'id Pasha, Tiếng Thổ Nhĩ Kỳ: Mehmed Said Pasha, (17 tháng 3 năm 1822 - 17 tháng 1 năm 1863), là Wali (Tổng trấn) của Ai Cập và Sudan từ năm 1854 đến khi qua đời vào năm 1863. Ông đã quy thuận với Đế quốc Ottoman nhưng thực tế, quốc gia của ông có đầy đủ các tiêu chí để độc lập.
Sa'id Pasha sinh ngày 17 tháng 3 năm 1822 ở Cairo, Ai Cập. Ông là con trai thứ tư của Muhammad Ali, người sáng lập ra Nhà Muhammad Ali, còn mẹ của ông là Ayn al-Hayat Khanum. Lúc mới còn nhỏ, ông đã được phụ thân là Muhammad Ali gửi sang Paris để đi du học.

## Cai trị
Quốc vương Sa'id kế nhiệm cháu trai của mình Abbas, sau khi quốc vương Abbas băng hà. Ông lên nắm quyền cai trị và có nhiều chính sách sắc bén. Khi lên ngôi, ông cho hạn chế việc buôn bán nô lệ, vốn rất thịnh hành vào thời Abbas I. Dưới thời ông, ngành xuất khẩu bông của Ai Cập là nguồn cung chính cho nhiều công ty lớn ở Châu Âu. Theo lời đề nghị của Napoleon III, ông đã gửi một tiểu đoàn sang Mexico để dập tắt các cuộc nổi dậy ở Mexico. Ngoài ra, ông còn cho thành lập dòng thư Medjidieh. Những người theo đạo Hồi bị giảm ảnh hưởng trong thời của ông. Ông còn bãi bỏ các đặc quyền kinh tế, ông bãi bỏ hệ thống thuế bằng hiện vật trước kia và thay vào đó bằng hệ thống thuế tiền. Những cải cách kinh tế khiến Ai Cập gia tăng các ảnh hưởng về phía Châu Âu. Năm 1854, ông nhượng lại Kênh đào Suez cho một doanh nhân người Pháp tên Ferdinand de Lesseps, tuy nhiên hành động này đã bị người Anh phản đối và sau đó dẫn đến việc Thổ Hoàng Abdül Mecid I ban hành lệnh cấm với Ai Cập. Năm 1860, ngành sản xuất và xuất khẩu bông của Ai Cập được dịp phát triển mạnh khi cuộc Nội chiến Mỹ diễn ra. Quốc vương Sa'id đã ủng hộ việc xây dựng Kênh đào Suez do trước đó đã bị người tiền nhiệm Abbas I phản đối, ông đã hợp tác với một công ty của Pháp Châu Âu-Ai Cập tên là Compagnieiverseelle du Canal Maritime de Suez trong việc xây dựng kênh đào để nói liền Biển Đỏ và Biển Địa Trung Hải. Ông đã bổ nhiệm cháu trai của mình là Ismail I làm tổng chỉ huy quân đội Ai Cập. Năm 1859, ông cho xây dựng thành phố cảng Port Said.
Quốc vương Sa'id đã cho ban hành các cải cách về lập pháp, đất đai, thuế má. Các công trình ở Ai Cập và Sudan đã được hiện đại hóa vào thời của ông với một nguồn vay lớn từ nước ngoài. Năm 1854, ông cho thành lập Ngân hàng Ai Cập và cùng năm đó, Ai Cập là nước đầu tiên có tiêu chuẩn đo đường sắt mở từ Kafr đến Alexandria .

## Phối ngẫu và hậu duệ
Ông lấy vợ hai lần: người vợ thứ nhất là Inji Hanim, người vợ thứ hai là Melekber Hanim, ông có hai người con trai với hai người vợ ấy. Người con đầu lòng của ông đã chết khi còn rất trẻ. Còn con trai thứ hai là Muhammad Tusun, bộ trưởng hải quân Ai Cập. Hiện nay, thành viên dòng dõi gia đình nhà ông còn có hoàng tử Mohammed Farouk Sharif, hiện đang cư trú tại Alexandria.

## Cái chết và người kế vị
Năm 1858, Ahmad Rifaat, người thừa kế của Sa'id đã bị đuối nước trên một con tàu gần Sông Nile, Sa'id sau đó chọn Ismail làm người kế nhiệm. Ngày 17 tháng 1 năm 1863, Sa'id băng hà trong một cung điện ở Alexandria khi mới 40 tuổi, cái chết của ông đã được giữ kín và dân chúng cũng không biết quốc vương của họ đã mất. Ông được cháu trai là Ismail Pasha lên kế vị tức là vua Ismail I của Ai Cập.